# Eugenio Bersellini
Eugenio Bersellini (ur. 10 czerwca 1936 w Borgotaro zm. 17 września 2017) – włoski piłkarz i trener.
Grał w takich klubach jak: Fidenza, Brescia Calcio, A.C. Monza, Pro Patria Calcio, ponownie Monza i US Lecce, w którym w 1968 roku zakończył karierę. Trenował m.in. US Lecce, Ceseny, Sampdorii (Puchar Włoch 1985), Interu Mediolan (mistrzostwo Włoch 1980, Puchar Włoch 1978, 1982), Torino FC, ACF Fiorentina, US Avellino, Pisa Calcio, Modena FC, FC Bologna.